# Standard Bank Triangular Tournament 1999/2000
Die Standard Bank Triangular Tournament 1999/2000 war ein Drei-Nationen-Turnier, das vom 21. Januar bis zum 13. Februar 2000 in Südafrika im One-Day Cricket ausgetragen wurde. Bei dem zur internationalen Cricket-Saison 1999/2000 gehörenden Turnier nahmen neben dem Gastgeber die Mannschaften aus England und Simbabwe teil. Im Finale konnte sich Südafrika mit 38 Runs gegen England durchsetzen.

## Vorgeschichte
Südafrika und England bestritten zuvor eine Test-Serie in Südafrika, Simbabwe eine Tour gegen Sri Lanka.

## Format
In einer Vorrunde spielte jede Mannschaft gegen jede drei mal. Für einen Sieg gab es zwei, für ein Unentschieden oder No Result einen Punkt. Die beiden Gruppenersten qualifizierten sich für das Finale und spielten dort um den Turniersieg.

## Stadion
Die folgenden Stadien wurden für das Turnier ausgewählt.
| Stadion                  | Stadt          | Kapazität | Spiele           |
| ------------------------ | -------------- | --------- | ---------------- |
| Chevrolet Park           | Bloemfontein   | 20.000    | 2. Spiel         |
| Centurion Park           | Centurion      | 22.000    | 9. Spiel         |
| Sahara Stadium Kingsmead | Durban         | 25.000    | 6. Spiel         |
| Buffalo Park             | East London    | 20.000    | 7. Spiel         |
| Wanderers Stadium        | Johannesburg   | 34.000    | 1. Spiel; Finale |
| Newlands Cricket Ground  | Kapstadt       | 25.000    | 3. & 4. Spiel    |
| De Beers Diamond Oval    | Kimberley      | 11.000    | 5. Spiel         |
| Sahara Oval St George’s  | Port Elizabeth | 19.000    | 8. Spiel         |

## Kaderlisten
Südafrika benannte seinen Kader am 18. Januar 2000.
| ODI | ODI | ODI |
| Südafrika | England | Simbabwe |
| --- | --- | --- |
| - Dale Benkenstein - Nicky Boje - Mark Boucher - Hansie Cronje - Steve Elworthy - Herschelle Gibbs - Nantie Hayward - Jacques Kallis - Gary Kirsten - Lance Klusener - Louis Koen - Neil McKenzie - Shaun Pollock - Jonty Rhodes - Pieter Strydom - David Terbrugge - Henry Williams | - Chris Adams - Mark Alleyne - Andy Caddick - Mark Eahlham - Darren Gough - Graeme Hick - Nasser Hussain - Nick Knight - Darren Maddy - Alan Mullally - Chris Read - Vikram Solanki - Graeme Swann - Craig White | - Gary Brent - Alastair Campbell - Stuart Carlisle - Andy Flower - Grant Flower - Murray Goodwin - Neil Johnson - Henry Olonga - Gavin Rennie - Heath Streak - Andy Whittall - Guy Whittall - Craig Wishart |

## Spiele

### Vorrunde
Tabelle
| Teams     | Sp. | S | N | U | R | NR | BP | Punkte | NRR    |
| --------- | --- | - | - | - | - | -- | -- | ------ | ------ |
| Südafrika | 6   | 4 | 2 | 0 | 0 | 0  | 0  | 16     | +0.074 |
| England   | 6   | 2 | 3 | 0 | 0 | 1  | 0  | 10     | +0.029 |
| Simbabwe  | 6   | 2 | 3 | 0 | 0 | 1  | 0  | 10     | −0.124 |

Sieg: 4 Punkte; Remis: 2 Punkte
Spiele
| 21. Januar Scorecard | Johannesburg | Simbabwe 226 (49.5)             | – | Südafrika 229-4 (48.1) |
|                      |              | Südafrika gewinnt mit 6 Wickets |   |                        |

| 23. Januar Scorecard | Bloemfontein | Südafrika 184 (49.5)          | – | England 185-1 (39.3) |
|                      |              | England gewinnt mit 9 Wickets |   |                      |

| 26. Januar Scorecard | Kapstadt | Südafrika 204-7 (50)        | – | England 203-9 (50) |
|                      |          | Südafrika gewinnt mit 1 Run |   |                    |

| 28. Januar Scorecard | Kapstadt | Simbabwe 211-7 (50)           | – | England 107 (34.2) |
|                      |          | Simbabwe gewinnt mit 104 Runs |   |                    |

| 30. Januar Scorecard | Kimberley | Simbabwe 161-9 (50)           | – | England 162-2 (32.1) |
|                      |           | England gewinnt mit 8 Wickets |   |                      |

| 2. Februar Scorecard | Durban | Südafrika 222-7 (50)           | – | Simbabwe 223-8 (50) |
|                      |        | Simbabwe gewinnt mit 2 Wickets |   |                     |

| 4. Februar Scorecard | East London | England 231-6 (50)              | – | Südafrika 233-8 (49.4) |
|                      |             | Südafrika gewinnt mit 2 Wickets |   |                        |

| 6. Februar Scorecard | Port Elizabeth | Südafrika 204-7 (50)          | – | Simbabwe 151 (46) |
|                      |                | Südafrika gewinnt mit 53 Runs |   |                   |

| 9. Februar Scorecard | Centurion | England        | – | Simbabwe |
|                      |           | Spiel abgesagt |   |          |

### Finale
| 13. Februar Scorecard | Johannesburg | Südafrika 149 (45/45)         | – | England 111 (38/45) |
|                       |              | Südafrika gewinnt mit 38 Runs |   |                     |